# Amt Bad Doberan-Land
L'Amt Bad Doberan-Land è una comunità amministrativa del Meclemburgo-Pomerania Anteriore, in Germania. Fa parte del circondario di Rostock.
Comprende i comuni, posti intorno alla città di Bad Doberan.

## Suddivisione
Comprende 9 comuni  (abitanti il 31 dicembre 2022):
1. Admannshagen-Bargeshagen (2 874)
2. Bartenshagen-Parkentin (1 354)
3. Börgerende-Rethwisch (1 721)
4. Hohenfelde (795)
5. Nienhagen (2 188)
6. Reddelich (1 009)
7. Retschow (959)
8. Steffenshagen (578)
9. Wittenbeck (899)

La sede amministrativa si trova nella città di Bad Doberan, che non fa parte della comunità amministrativa. Il centro maggiore è Admannshagen-Bargeshagen.